# Greaze Mode
Greaze Mode è un singolo del rapper britannico Skepta, pubblicato il 9 maggio 2019 come terzo estratto da Ignorance Is Bliss. Nella traccia è presente il featuring di Nafe Smallz.

## Tracce
1. Greaze Mode (feat. Nafe Smallz) – 2:48

## Classifiche
| Classifica (2018)         | Posizione massima |
| ------------------------- | ----------------- |
| UK Official Singles Chart | 18                |
| UK R&B                    | 5                 |
| Irlanda (IRMA)            | 41                |
| Nuova Zelanda (RMNZ)      | 23                |